# Synanceia platyrhyncha
Synanceia platyrhyncha är en fiskart som beskrevs av Bleeker, 1874. Synanceia platyrhyncha ingår i släktet Synanceia och familjen Synanceiidae. Inga underarter finns listade i Catalogue of Life.